# Ахім Гілль
Ахім Гілль (нім. Achim Hill, 1 квітня 1935 — 4 серпня 2015) — східнонімецький академічний веслувальник.
Срібний призер Олімпійських Ігор 1960, 1964 років в одиночці, учасник 1968 року.
Чемпіон Європи 1967 року в одиночці.